# Arctostaphylos viscida
Arctostaphylos viscida là một loài thực vật có hoa trong họ Thạch nam. Loài này được Parry mô tả khoa học đầu tiên năm 1887.

## Hình ảnh

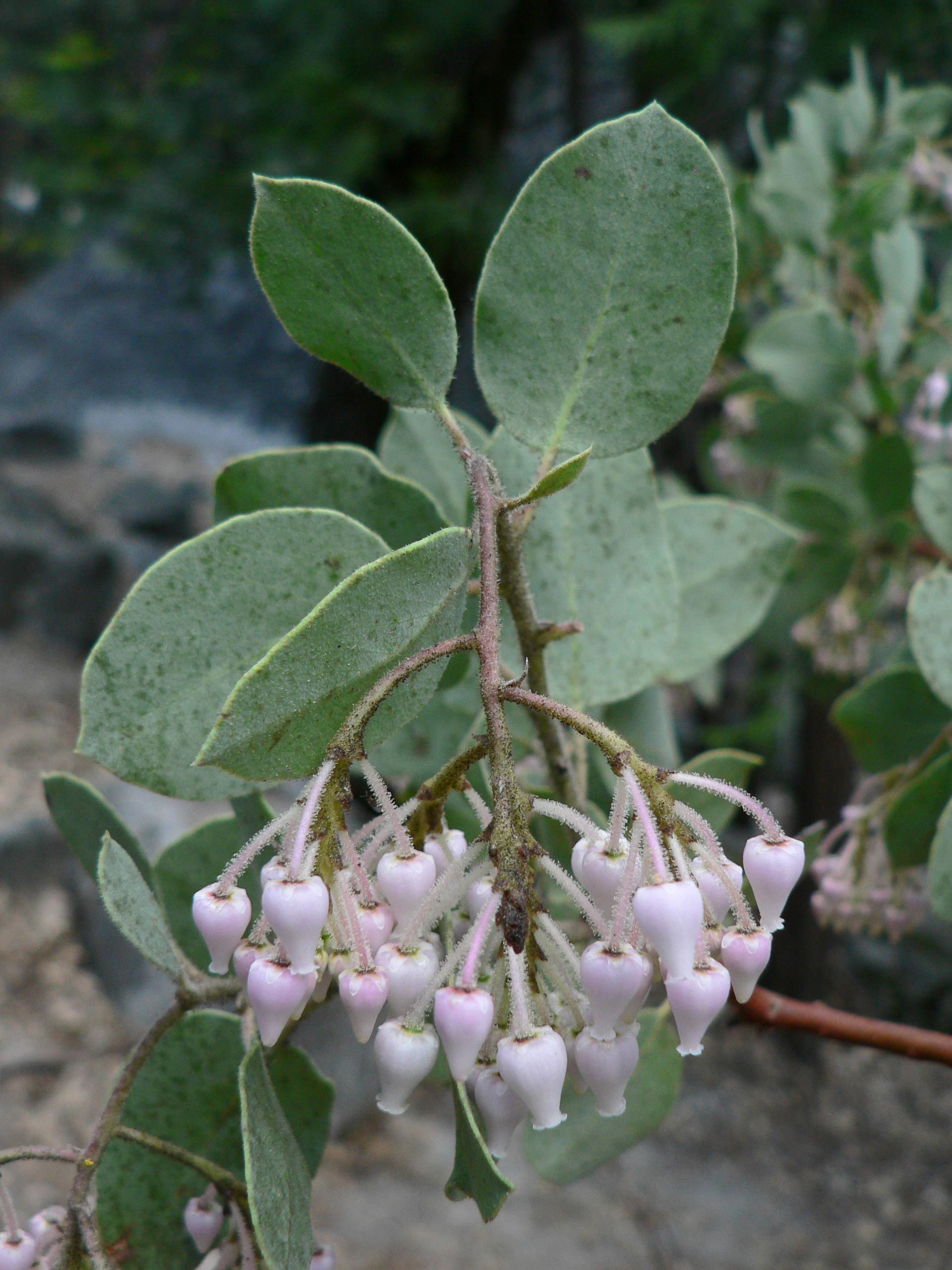
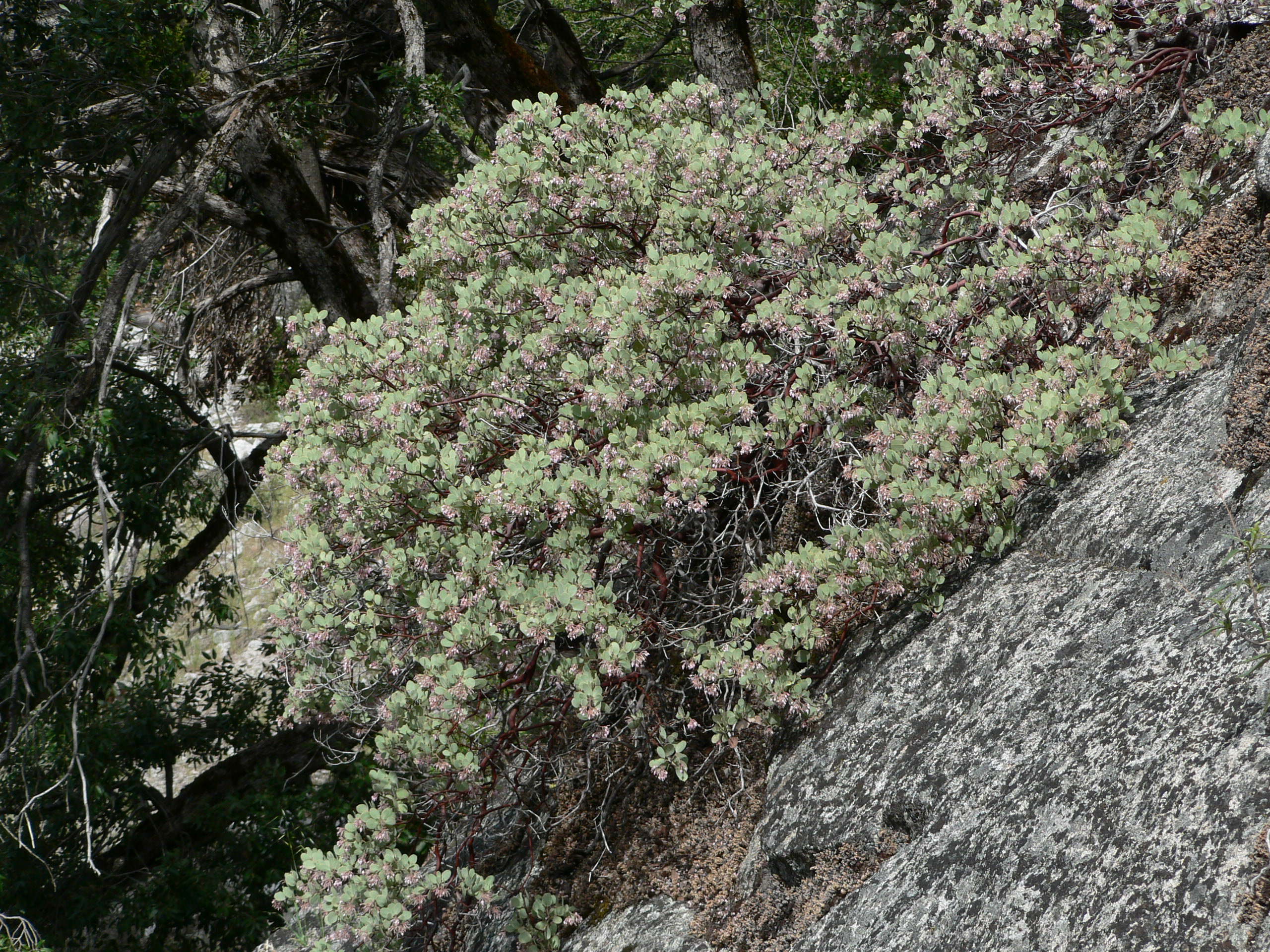
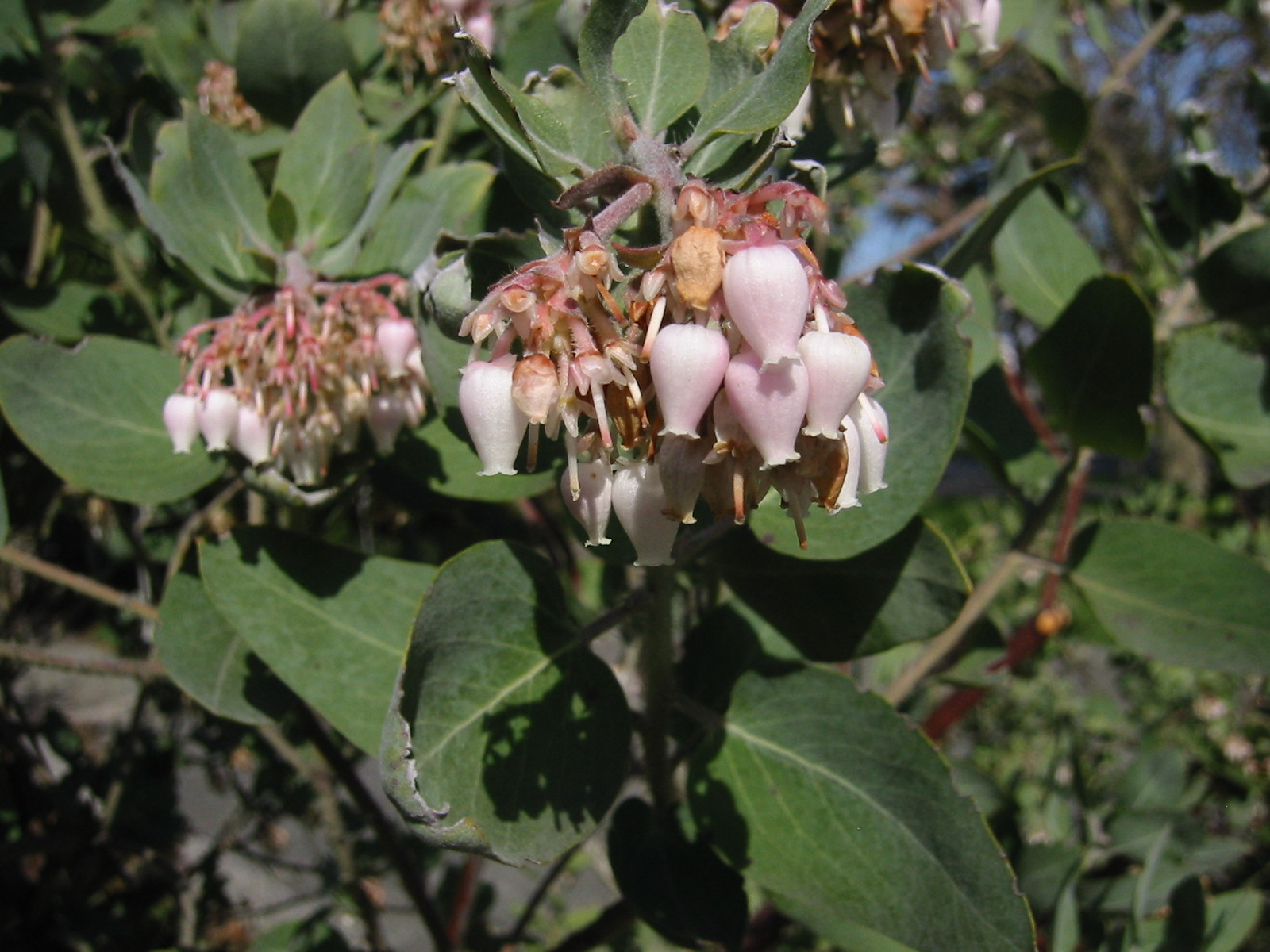
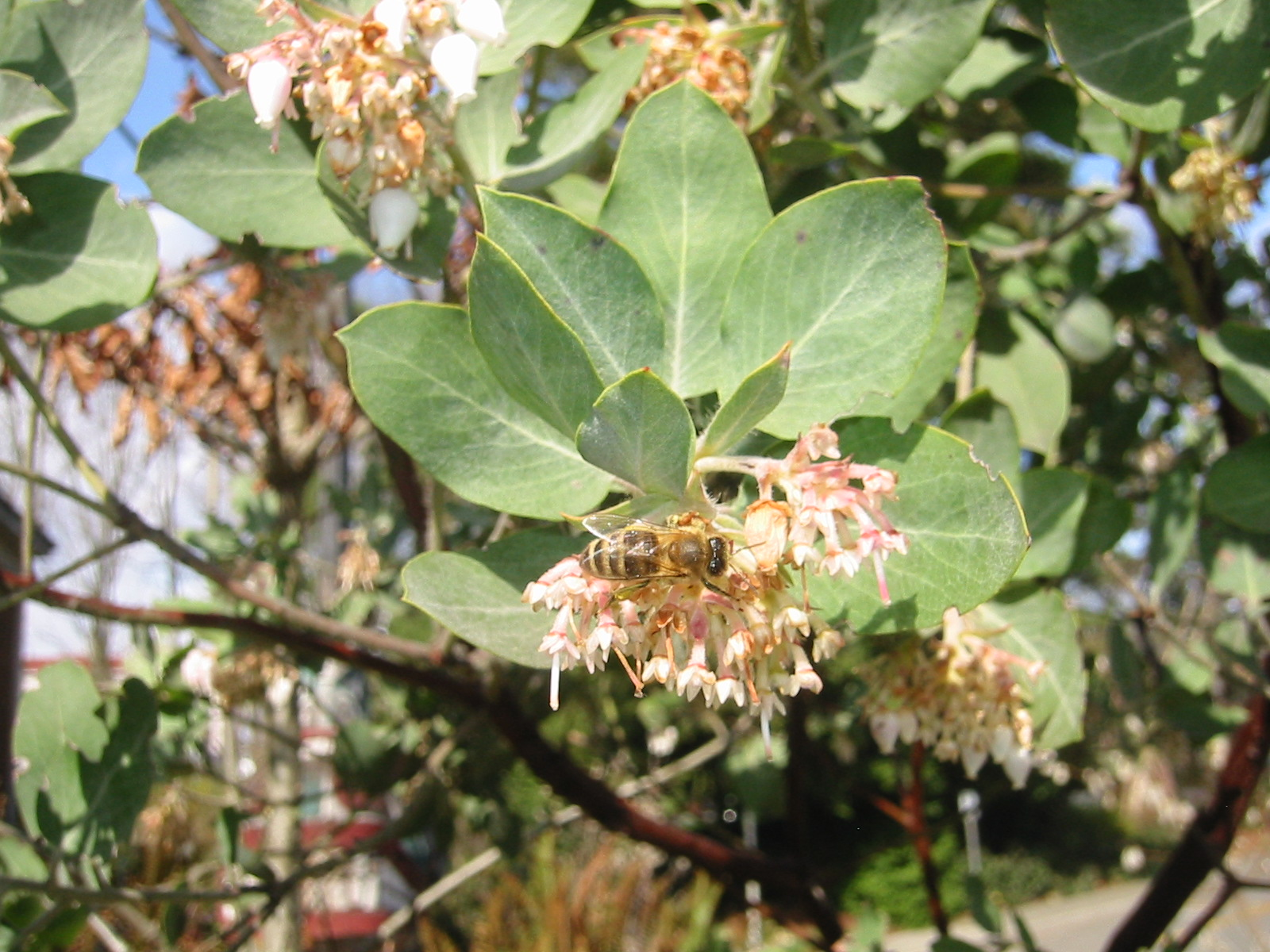